# Margerine Eclipse
Margerine Eclipse è l'ottavo album discografico in studio del gruppo musicale inglese Stereolab, pubblicato nel 2004. Il disco è dedicato a Mary Hansen, cantante e chitarrista del gruppo deceduta nel 2002.

## Tracce
1. Vonal Declosion – 3:34
2. Need to Be – 4:50
3. ...Sudden Stars – 4:41
4. Cosmic Country Noir – 4:47
5. La Demeure – 4:36
6. Margerine Rock – 2:56
7. The Man with 100 Cells – 3:47
8. Margerine Melodie – 6:19
9. Hillbilly Motobike – 2:23
10. Feel and Triple – 4:53
11. Bop Scotch – 3:59
12. Dear Marge – 6:56